# Landgut Nettelstädt

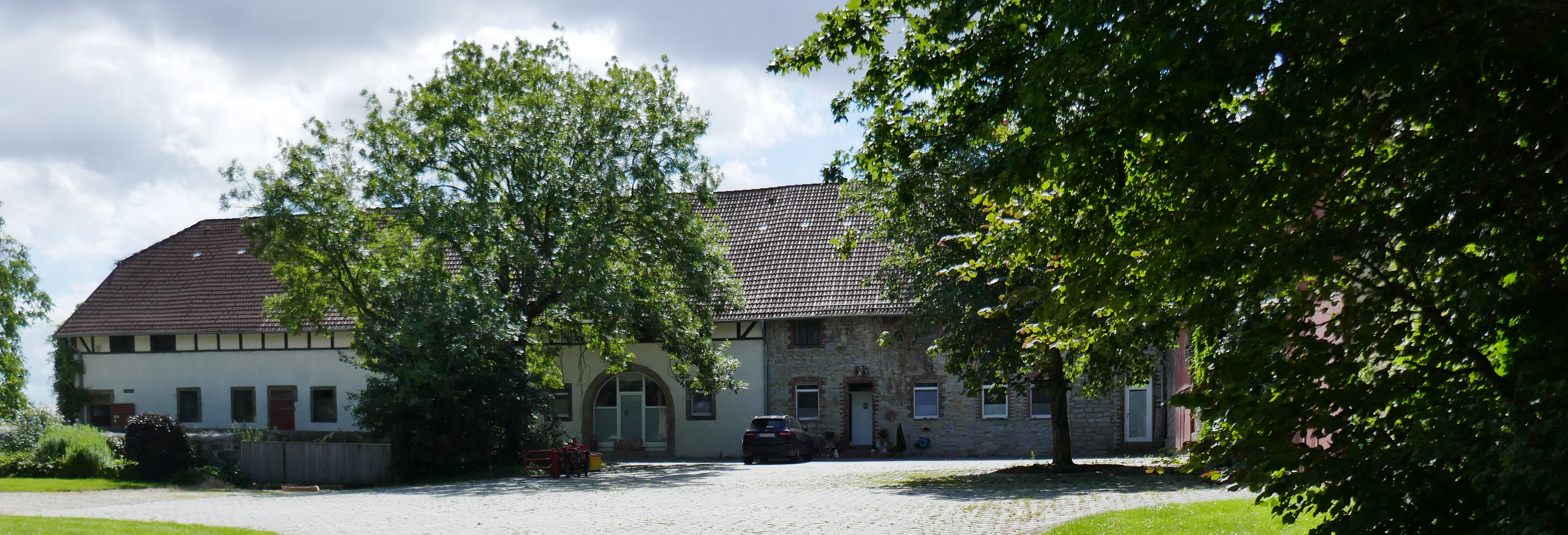
Wirtschaftsgebäude

Das Landgut Nettelstädt ist ein denkmalgeschütztes Anwesen in Nettelstädt, einem Stadtteil von Rüthen, im Kreis Soest (Nordrhein-Westfalen).

## Geschichte und Architektur
Das Fachwerkgebäude von ursprünglich sieben Gebinden ist an der östlichen Wand mit 1658 bezeichnet. Es war in der Mitte des 17. Jahrhunderts nachweislich im Besitz des Juristen Wilhelm Steinfurth. Im 18. Jahrhundert wurde es um drei Gefache nach Süden erweitert. Der querstehende Anbau wurde im 19. Jahrhundert angefügt. Das Wirtschaftsgebäude ist ein massives Gebäude auf eine L-förmigen Grundriss, es ist mit 1791 bezeichnet. Das Küchenhaus ist eineinhalbgeschossig, es wurde im 18. Jahrhundert aus Bruchstein gemauert. Die Fenster und Türen wurden mit Werkstein eingefasst.